# Wallfahrtskapelle St. Laurentius (Unterbrunn)

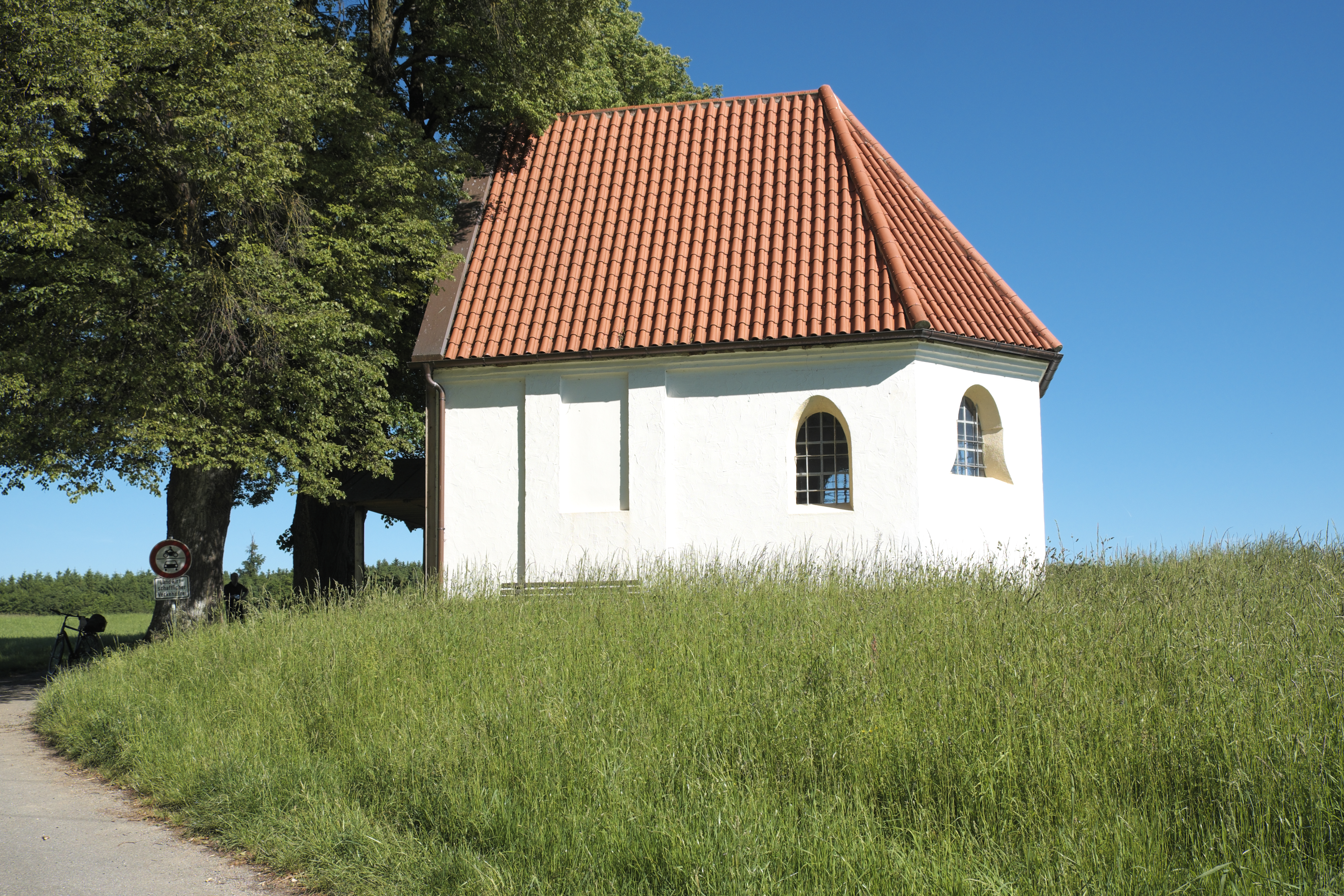
Kapelle St. Laurentius in Unterbrunn

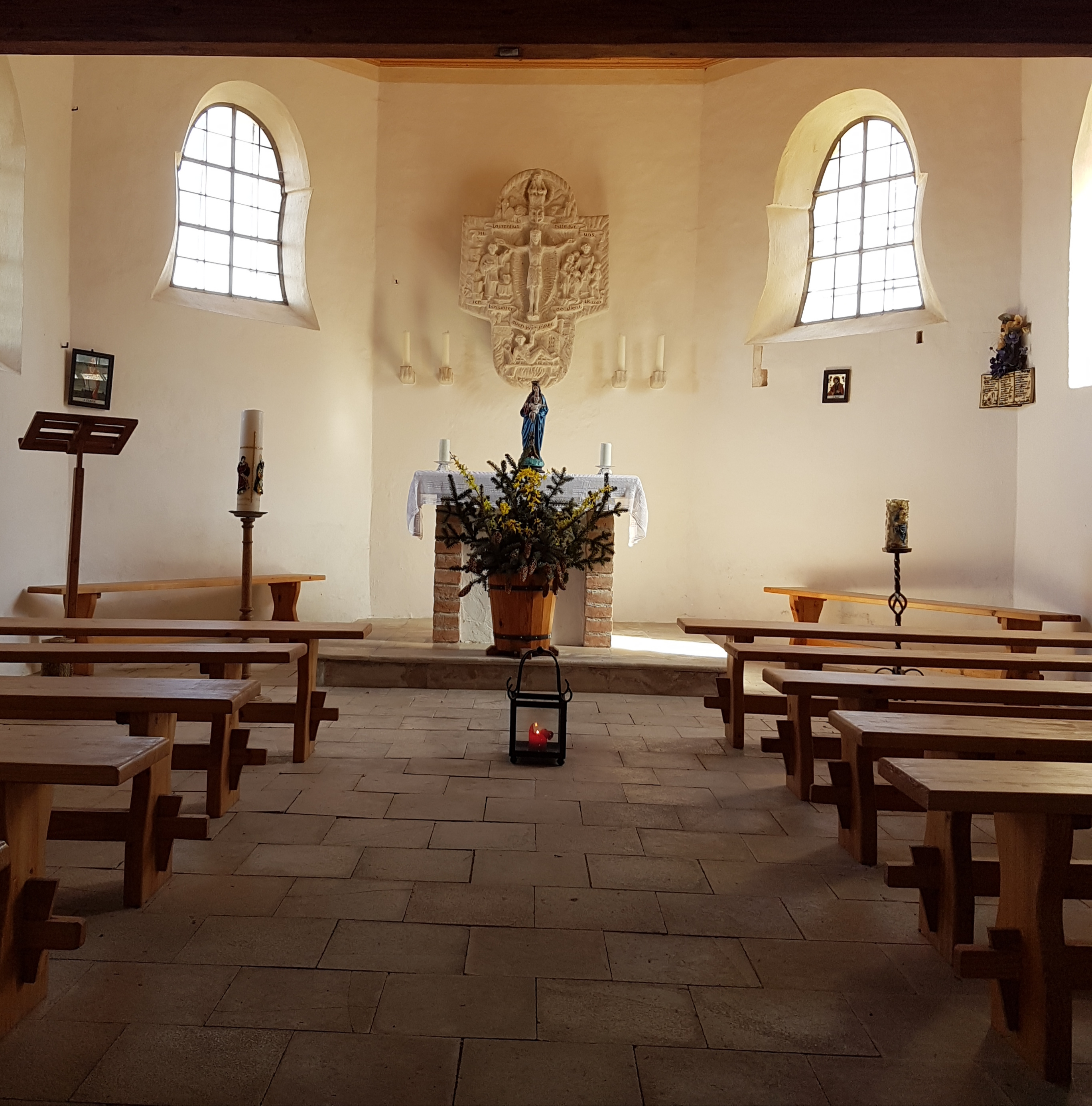
Innenraum

Die katholische Wallfahrtskapelle St. Laurentius in Unterbrunn, einem Gemeindeteil von Gauting im oberbayerischen Landkreis Starnberg, wurde in der ersten Hälfte des 15. Jahrhunderts erbaut. Die Kapelle westlich des Ortes an der Staatsstraße St 2349 nach Weßling ist ein geschütztes Baudenkmal.
Die dem heiligen Laurentius geweihte Wallfahrtskapelle mit Walmdach und hölzerner Eingangsaltane besitzt einen Altar von Heinrich Hagn, der um 1700 datiert wird.